# Поварова, Валентина Петровна
Валентина Петровна Поварова (9 августа 1933, Ленинград — 20 декабря 2007, Санкт-Петербург) — живописец, график, педагог, автор статей по искусству.

## Биография
В. П. Поварова родилась 9 августа 1933 года в Ленинграде. В школьные годы занималась в художественной студии Ленинградского дворца пионеров у М. А. Гороховой, жены Л. А. Юдина, и поддерживала общение с ней в течение всей жизни. В 1953 окончила Среднюю художественную школу при Академии Художеств (СХШ), в 1960 году — обучение в институте живописи, скульптуры и архитектуры им. И. Е. Репина Академии Художеств СССР по специальности живопись (мастерская И. Серебряного). Поварова работала в комбинате Художественного фонда, преподавала в институте им. Герцена, в Ленинградском художественном училище, в ЛВХПУ им. В. И. Мухиной (с 1970 по 1988) на кафедрах рисунка и общей живописи и была инициатором и разработчиком методики преподавания цветоведения. В конце 1960-х гг. художница познакомилась с П. М. Кондратьевым (творчество которого впоследствии повлияло на работы художницы) и художником В. П. Волковым. С этого времени начинается пора активных творческих встреч и совместной работы по изучению наследия мастеров русского авангарда (школы Малевича — ГИНХУКа, систем П. Н. Филонова и М. В. Матюшина), а также исследование современного искусства. В орбиту этих встреч вошли художники: В. Ф. Матюх, Г. П. Молчанова, В. В. Жуков, Л. В. Куценко, позднее названные художниками «Круга Кондратьева». С 1960 по 1989 годы была участником квартирных выставок. В 1992 году стала членом Международной федерации художников (IFA). В 1995 году — лауреат премии им. Н. Н. Пунина, петербургского отделения Фонда культуры.

## Творчество
Сблизившись в 1960-е годы с П. М. Кондратьевым, В. В. Стерлиговым, В. П. Волковым, она впитала в себя и глубоко переработала в своём творчестве традиции петербургского авангарда и новейшей западно-европейской живописи. Знакомство с принципами кубизма, супрематизма, совместные размышления над проблемами современного пластического пространства привели художницу на путь создания собственной картины мира. Поварова — художник-философ, художник-аналитик.
Акцентируя внимание на цвете, как основной формообразующей составной живописи, В. П. Поварова много лет занималась изучением проблем, связанных с восприятием и использованием цвета в изобразительном искусстве.
В работах 1980-х — начала 1990-х годов Поварова использует сдержанный и ограниченный колорит: темные, порой глухие коричневые, зелёные, синие оттенки.
Цвета и формы — основные герои моих произведений. Радости от одного цвета — его возможностей можно посвящать целые циклы холство. Главное, что все это движет — это энергия. Энергия, которой полна жизнь во всех её формах, проялвениях.

В. Поварова
Названия работ : «Космология», «Энергия», «Однозначность», «Единение», «Структура», «Покой», «Кристалл», «Окно», «Стакан» и др.
Работы Поваровой были представлены более чем на 35 выставках, проводившихся в России и Европе. Работы художницы хранятся в Государственном Русском музее, Архангельском музее изобразительных искусств, Ярославском художественном музее, в музее «Царскосельская коллекция», а также в частных собраниях России, США, Франции, Испании, Италии, Израиля.

### Персональные выставки
- 1991 — первая персональная выставка в Доме писателей, Петербург.
- 1994 — Музей городской скульптуры. Петербург
- 1887 — Выставка коллажа. Лодзь. Польша
- 1998 — Музей «Царскосельская коллекция». Пушкин
- 2000 — Международная федерация художников, Петербург